# 西阪保治
西阪 保治（にしざか やすはる、1883年8月16日 - 1970年1月26日）は日本の牧師、文書伝道者、聖書学者。

## 生涯
1883年、大阪府生まれ。大阪中央郵便局勤務中回心。1903年、河辺貞吉より受洗。
1907年、大阪伝道学館に学ぶ。自由メソヂスト教会教職として淡路島福良へ。「日曜世界」創刊。1909年 - 大阪で日曜世界社設立。日曜学校用教材を出版、文書伝道に従事。
1931年、聖書解釈をめぐり、馬場嘉市とともに自由メソジスト教会を除名され、自由キリスト教会を興す。のち大阪女学院理事長、新教出版社取締役などを歴任。「聖書大辞典」を編纂。1965年にキリスト教功労者を受賞。1970年に死去。